# Hodgsonia macrocarpa
Hodgsonia macrocarpa ist eine Pflanzenart aus der Gattung Hodgsonia innerhalb der Familie der Kürbisgewächse (Cucurbitaceae). Sie kommt im mittleren bis nördlichen Südostasien vor.

## Beschreibung

### Vegetative Merkmale
Hodgsonia macrocarpa wächst als immergrüne und verholzende, trockenheitsresistente, schnellwüchsige Kletterpflanze. Die schlanken und meist kahlen Sprossachsen können bis zu 30 Meter lang werden, die Ranken sind zwei- bis dreiteilig.
Die wechselständig angeordneten, einfachen Laubblätter sind in Blattstiel und -spreite gegliedert. Der schlanke Blattstiel ist bis etwa 8 Zentimeter lang. Die ledrige Blattspreite ist bei einer Länge von 20 bis 30 Zentimetern im Umriss breit-eiförmig bis fast rundlich und meist handförmig geteilt mit meist drei bis fünf Blattlappen. Seltener sind die Blattspreiten kleiner und nur zweilappig, elliptisch oder ungeteilt, eilanzettlich. Die Spreitenbasis ist mehr oder weniger herz- bis pfeilförmig oder gestutzt. Die Blattlappen sind meist ganzrandig und zugespitzt bis bespitzt, seltener abgerundet bis eingebuchtet. Die Blattflächen sind meist kahl und etwas wachsig. Es sind kleine, dornenförmige „Probrakteen“ vorhanden. Es sind verschiedene extraflorale und florale Nektarien vorhanden, z. B. unterseits an den Blättern, außen am/beim Kelch und an den Früchten sowie in den Achseln von Seitensprossen.

### Generative Merkmale
Hodgsonia macrocarpa ist zweihäusig getrenntgeschlechtig (diözisch). Die Blüten erscheinen jeweils achselständig. Die männlichen, kurz gestielten Blüten, mit jeweils einem kleinen, recht beständigen Tragblatt, stehen in rostfarbenen, fein behaarten und langstieligen, steifen traubigen Blütenständen. Die langstieligen weiblichen Blüten erscheinen meist einzeln. Die relativ großen und duftenden Blüten sind fünfzählig mit doppelter Blütenhülle. Der sehr lange, leicht trompetenförmige, grün-rötliche, mehr oder weniger drüsige Blütenbecher ist röhrig verlängert und oben leicht geweitet; er ist bei den weiblichen Blüten kürzer sowie beim Fruchtknoten samtig, rostig behaart. Die Kelchblätter sind nur sehr kleine Zipfel. Die Blütenkronen sind weißlich bis gelblich. Die langen, außen rötlich geaderten und samtigen, freien, verkehrt-keilförmigen, ausladenden Petalen haben lange, fransige und herabhängende Anhängsel. Die drei (5 und 4 sind paarig verwachsen) kurzen, freien und meist eingeschlossenen Staubblätter, oben im geweiteten Teil der langen Röhre, sind an den Antheren verwachsen. Der große, kugelige und mehrkammerige Fruchtknoten ist unterständig mit einem langen, knapp vorstehenden und schlanken Griffel mit großer, dreilappiger und verkehrt-konischer Narbe. Es ist bei den männlichen Blüten ein langlappiger Diskus vorhanden, bei den weiblichen fehlt er. Die Blüten öffnen sich nachts.
Es werden bis zu 13–23 Zentimeter große, schwere, gräulich-grüne, kürbisförmige und dünn, hartschalige, schwach rippige, mehrsamige sowie feinhaarige, manchmal etwas warzige, fest fleischige Steinfrüchte (einzig bei Kürbisgewächsen) gebildet. Es sind meist sechs 5,5–8,5 Zentimeter lange Steinkerne (Pyrene, Nüsse) mit holzig-knochiger Schale enthalten. Die meist ein- bis dreisamigen, großen und abgeflachten, etwa elliptischen, einseitig geraden, braunen Steinkerne sind teils mehr oder weniger runzlig bis furchig und einseitig geschlitzt. Die flachen, korkigen und weißlichen Samen sind rundum minimal geflügelt und mit einer, in eine dünne, brüchige Testa und ein Tegmen gegliederten Samenschale. Sie enthalten große, flache Kotyledonen, aber kein Endosperm.

## Taxonomie
Die Erstbeschreibung erfolgte 1826 unter dem Namen (Basionym) Trichosanthes macrocarpa durch Carl Ludwig Blume in Bijdragen tot de flora van Nederlandsch Indië, 15, S. 935. Die Neukombination zu Hodgsonia macrocarpa (Blume) Cogn. wurde 1881 durch Alfred Cogniaux in Monographiae Phanerogamarum, 3, S. 349 veröffentlicht.
Synonyme sind Hodgsonia capniocarpa Ridl., Trichosanthes hexasperma Blume, Trichosanthes kadam Miq., Trichosanthes macrocarpa Blume.

## Verwendung
Die Samen werden geröstet oder gekocht verwendet. Die stark fetthaltigen Samen haben einen angenehmen Geschmack. Auch wird aus ihnen ein butteriges Speisefett (Kadamfett, -öl) gewonnen, welches nach Speck schmeckt.
Die Blätter werden medizinisch verwendet.